# 広島隕石
広島隕石（ひろしまいんせき）は2003年に広島市安佐南区に落下した隕石である。
2003年（平成15年）2月4日の火曜日、薬品卸業エバルスの物流センターの小さな天井の穴から雨漏りしているのを不審に思った社員によって付近が調べられて隕石が発見された。隕石落下を目撃した人はいないため、倉庫が無人となった2月1日から2月2日に落下したと考えられた。発見から2日後に放射線照射年代測定が行われ、放射線照射年代は9,000万年であった。大きさは8cm×10.5cm×4.6cmで重量は414gのH5に分類される普通コンドライトである。
広島市こども文化科学館で展示された。

## 参考
- 「藤井旭が見に行く 隕石落下地めぐりの旅にでかけよう2」藤井旭、天文ガイド2010年7月号